# Oril
Oril (ukrainsk: Оріль, tr. Oril) er en biflod til Dnepr fra venstre i Kharkiv, Poltava og Dnipropetrovsk oblast i Ukraine. Oril er 346 km lang og har et afvandingsareal på 9.800 km². Middelvandføringen er 13,2 m³/s.